# Musile di Piave
Musile di Piave es una localidad y comune italiana de la provincia de Venecia, región de Véneto, con 11.369 habitantes.

## Evolución demográfica
| Gráfica de evolución demográfica de Musile di Piave entre 1861 y 2001 |
|                                                                       |
| Fuente ISTAT - elaboración gráfica de Wikipedia                       |